# Synagelides walesai
Synagelides walesai är en spindelart som beskrevs av Andrzej Bohdanowicz 1987. Synagelides walesai ingår i släktet Synagelides och familjen hoppspindlar. Inga underarter finns listade i Catalogue of Life.